# Пуевло
„Пуевло“ (на ладино: El Pouevlo, в превод Народът) е сефарадски еврейски ладински вестник, излизал в Солун, Гърция.
Вестникът започва да излиза по време на Първата световна война на 30 септември 1917 г. Излиза с прекъсвания до 23 юли 1933 година. Подзаглавието на вестника е Всекидневен юдеоиспански вестник (на френски Journal Quotidien Judeo-Espagnol).